# حسين أباد (لارستان)
حسين أباد (بالفارسية: حسین‌آباد) (بالإنجليزية: Hoseynabad)‏، قرية في قسم درزوسابيان الريفي، الناحية المركزية، مقاطعة لارستان، محافظة فارس، إيران. يبلغ عدد سكانها حسب إحصاء عام 2006 ميلادية 36 نسمة في 7 عائلات.